# 작은멜라네시아긴날개박쥐
작은멜라네시아긴날개박쥐(Miniopterus macrocneme)는 긴가락박쥐과에 속하는 박쥐의 일종이다. 주로 누벨칼레도니의 로열티 군도에서 발견되지만, 뉴기니섬에서도 서식한다. 최근에 니코바르긴가락박쥐(M. pusillus)의 아종으로 간주되기도 했다. 대형 무리를 지어 동굴에서 생활하지만, 숲에서도 발견된다.